# Pierre Brambilla
Pierre Brambilla (Villarbeney, 12 de mayo de 1919 - † Grenoble, 13 de febrero de 1984). Fue un ciclista italiano hasta su nacionalización como francés el 9 de septiembre de 1949. Profesional entre 1939 y 1951 sus mayores éxitos profesionales los obtuvo en el Tour de Francia donde, en la edición de 1947, finalizaría en el tercer puesto y se haría con la clasificación de la montaña, y en la Vuelta a España donde obtuvo 1 victoria de etapa en la edición de 1942. Es sobrino de Cesare Brambilla quien también fue ciclista profesional.

## Palmarés
1942
- 1 etapa en la Vuelta a España

1943
- Gran Premio de Espéraza

1946
- Tour de l'Ouest

1947
- 3.º en el Tour de Francia, más clasificación de la montaña

## Resultados en Grandes Vueltas
Durante su carrera deportiva consiguió los siguientes puestos en las Grandes Vueltas:
| Carrera         | 1939 | 1940 | 1941 | 1942 | 1943 | 1944 | 1945 | 1946 | 1947 | 1948 | 1949 | 1950 | 1951 | 1952 |
| --------------- | ---- | ---- | ---- | ---- | ---- | ---- | ---- | ---- | ---- | ---- | ---- | ---- | ---- | ---- |
| Giro de Italia  | -    | -    | X    | X    | X    | X    | X    | -    | -    | -    | -    | -    | -    | -    |
| Tour de Francia | -    | X    | X    | X    | X    | X    | X    | X    | 3.º  | Ab.  | 26.º | 11.º | 36.º | -    |
| Vuelta a España | X    | X    | -    | 17.º | X    | X    | -    | -    | -    | -    | X    | -    | X    | X    |
| Mundial en Ruta | X    | X    | X    | X    | X    | X    | X    | -    | -    | -    | -    | -    | -    | -    |